# Cycle de Pendragon
Le Cycle de Pendragon (titre original : The Pendragon Cycle) est une saga romanesque de Stephen R. Lawhead en cinq volumes. Il suit les légendes arthuriennes sur plusieurs générations, d'Elphin, père de Taliesin (lui-même père de Merlin) à Gwalchavad (Galahad), qui est à l'origine de la découverte du Graal.
Le Cycle était nommé à l'origine la trilogie Pendragon, mais après la fin brutale de Arthur, l'auteur ajouta deux volumes inspirés de la Matière de Bretagne et de la Légende arthurienne. Avalon ne constitue pas réellement un volume VI mais peut être rattaché au Cycle. Une préquelle titrée Aurelia est publié en 2025.
Ce cycle diffère des précédentes écritures de ces légendes, et notamment de celles de Chrétien de Troyes, en situant la création de Camelot à la chute de l'Empire romain, et en accordant le statut d'Atlante à la Dame du Lac.

## Éditions
- Préquelle (en) Aurelia, 2025

1. Taliesin ((en) Taliesin, 1987)
2. Merlin ((en) Merlin, 1988)
3. Arthur ((en) Arthur, 1989)
4. Pendragon ((en) Pendragon, 1994)
5. Le Graal ((en) Grail, 1997)

- Avalon : Le Retour du roi Arthur ((en) Avalon: The Return of King Arthur, 1999)

## Contexte
Le cycle se déroule aux Ve siècle et VIe siècle et tente de se rapprocher des éléments historiques des légendes arthuriennes tout en restant une fiction. Lawhead se base sur les Mabinogion, l’Histoire des rois de Bretagne et d'autres récits de Geoffroy de Monmouth, les écrits de Taliesin, Gildas le Sage, et Nennius, et plusieurs autres de la Légende arthurienne. 
Les trois premiers volumes sont divisés en trois chapitres chacun, tandis que Pendragon en possède quatre, Le Graal aucun, et Avalon cinq.
Les volumes du cycle, à l'exception de Taliesin et d’Avalon, sont écrits à la première personne :
- les chapitres de Taliesin traitent en alternance de l'histoire de Taliesin et de celle de Charis (la Dame du Lac) ;
- Merlin est conté par Myrddin (Merlin) ;
- le premier chapitre de Arthur est conté par Pelleas, le deuxième par Bedwyr (Bedivere), et le troisième par Aneirin/Gildas ;
- Pendragon est de nouveau conté par Myrddin ;
- Le Graal est entièrement conté par Gwalchavad (Galahad), avec une courte intervention de Morgian (Morgan le Fay) au début des principaux chapitres ;
- Avalon raconte l'histoire de James Stuart (le Arthur ressuscité), de Merlin, et du Premier Ministre imaginaire Thomas Waring.

## Lieux
Liste de noms de lieux utilisés dans le cycle. Voir aussi divers noms de Bretagne (province romaine).
| Nom dans le Cycle            | Nom moderne (anglais)              | Nom moderne (français)                |
| ---------------------------- | ---------------------------------- | ------------------------------------- |
| Afon Treont                  | River Trent                        | Trent                                 |
| Albion                       | England                            | Angleterre                            |
| Atlantis                     | Hesperides                         | Hespérides                            |
| Armorica                     | Brittany                           | Bretagne                              |
| Avallon                      | Isle of Man / Avalon               | Île de Man / Avalon                   |
| Caer Avallach                | Glastonbury Tor / Annwn / Avalon   | le Glastonbury Tor / Annwvyn / Avalon |
| Baedun                       | Mons Badonicus                     | mont Badon                            |
| Britannia                    | Great Britain                      | Grande-Bretagne                       |
| Celyddon                     | Caledonia (Scotland)               | Calédonie (Écosse)                    |
| Connacht                     | Connaught                          | Connacht ou Connaught                 |
| Cymru                        | Wales                              | Pays de Galles                        |
| Dal Riata                    | Dál Riata                          | Dal Riada                             |
| Danum                        | Doncaster                          | Doncaster                             |
| Deva                         | Chester                            | Chester                               |
| Dumnonia                     | Cornwall                           | Cornouailles                          |
| Eboracum                     | York                               | York                                  |
| Caer Edyn                    | Edinburgh                          | Édimbourg                             |
| Edyn Rock                    | Arthur's Seat                      | Le siège d'Arthur                     |
| Ffreincland                  | France                             | France                                |
| Gaul                         | France                             | France                                |
| Glevum / Caer Gloiu          | Gloucester                         | Gloucester                            |
| Guaul                        | Antonine Wall                      | Mur d'Antonin                         |
| Ierne / Eirinn               | Ireland                            | Irlande                               |
| Caer Legionis                | Caerleon                           | Caerleon                              |
| Caer Lial                    | Carlisle                           | Carlisle                              |
| Lindum                       | Lincoln                            | Lincoln                               |
| Lloegres                     | Logres                             | Logres                                |
| Londinium / Caer Londein     | London                             | Londres                               |
| Londinium Road               | Watling Street                     |                                       |
| Llyonesse                    | Isles of Scilly                    | Sorlingues ou Îles Scilly             |
| Maridunum / Caer Myrddin     | Carmarthen                         | Carmarthen                            |
| Caer Melyn                   | Camelot                            | Camelot                               |
| Mor Hafren                   | Bristol Channel                    | Canal de Bristol                      |
| Muir Éireann                 | Irish Sea                          | Mer d'Irlande                         |
| Muir Nicht                   | The Narrow Seas (English Channel)  | Manche                                |
| Orcades                      | Orkney                             | Orcades                               |
| Pictland                     | Scotland                           | Écosse                                |
| Ynys Prydein                 | Isle of the Mighty (Great Britain) | Grande-Bretagne                       |
| Rotunda                      | The Round Table                    | Table Ronde                           |
| Saecsen Shore                | Saxon Shore                        | Côte saxonnes                         |
| Saecsland                    | Jutland                            | Jutland                               |
| Shrine Hill                  | Glastonbury Abbey                  | Abbaye de Glastonbury                 |
| The Summerlands              | Somerset                           | Somerset                              |
| Caer Uisc                    | Exeter                             | Exeter                                |
| Uladh                        | Ulster                             | Ulster                                |
| Vandalia                     | Andalusia                          | Andalousie                            |
| Venta Belgarum / Caer Uintan | Winchester                         | Winchester                            |
| The Wall                     | Hadrian's Wall                     | Mur d'Hadrien                         |
| Ynys Witrin                  | Isle of Glass (Glastonbury)        | Glastonbury                           |